# Symptom of the Universe (Singiel Ozziego)
Symptom of the Universe – singiel brytyjskiego wokalisty i muzyka Ozzy’ego Osbourne’a promujący płytę koncertową Speak with the Devil, wydany w 1982 roku jako vinyl 12" w UK, przez wytwórnię Jet records

## Opis
„Symptom of the Universe” to utwór zespołu Black Sabbath z albumu Sabotage z 1975 roku. Utwór powstał w wyniku współpracy wszystkich członków grupy: Tony’ego Iommiego, Geezera Butlera, Billa Warda i Ozzy’ego Osbourne’a. Charakteryzuje się dynamiczną strukturą, łączącą akustyczne wprowadzenie z ciężkimi, metalowymi riffami, co czyni go jednym z bardziej eksperymentalnych utworów w dorobku
Tekst utworu, napisany przez Geezera Butlera, zawiera filozoficzne refleksje na temat wszechświata, miłości i egzystencji. Inspiracją do jego powstania były sny i przemyślenia Butlera, które przełożyły się na poetycki i enigmatyczny charakter tekstu.
„Symptom of the Universe” bywa uznawany za jeden z prekursorów  early trash metalu, ze względu na swoje szybkie tempo i agresywną grę gitarową. Utwór doczekał się również wersji na żywo, m.in. w wykonaniu Ozzy’ego Osbourne’a, który znajduje się na  albumie Speak of the Devil z 1982 r.

## Lista utworów
| Nr | Tytuł Utworu                   | Autorzy                                                | Długość |
| -- | ------------------------------ | ------------------------------------------------------ | ------- |
| 1  | Symptom of the Universe        | Ozzy Osbourne, Brad Gillis, Rudy Sarzo, Tommy Aldridge | 5.19    |
| 2  | Iron Man/Children of the Grave | Ozzy Osbourne, Brad Gillis, Rudy Sarzo, Tommy Aldridge | 8.36    |